# 陰虚
陰虚（いんきょ）とは、陰が不足し、熱気が出る状態のことをいう。虚熱（きょねつ）ともいう。

## 症状
夜間の潮熱、五心煩熱（手足の火照り）、口渇、盗汗、夢精、心煩、不眠、便秘、尿の色は濃く量は少ないなどの症状が出る。脈は細弱で数。

## 病態
- 肝陰虚
- 心陰虚
- 脾陰虚
- 肺陰虚
- 腎陰虚